# Lista di asteroidi (498001-499000)
Di seguito una lista di asteroidi dal numero 498001 al 499000 con data di scoperta e scopritore.

## 498001-498100
| Nome     | Designazione provvisoria | Data di scoperta  | Scopritore             |
| -------- | ------------------------ | ----------------- | ---------------------- |
| 498001 - | 2007 EY59                | 9 marzo 2007      | Spacewatch             |
| 498002 - | 2007 EA67                | 10 marzo 2007     | Spacewatch             |
| 498003 - | 2007 EK84                | 12 marzo 2007     | Mt. Lemmon Survey      |
| 498004 - | 2007 EP84                | 12 marzo 2007     | Mt. Lemmon Survey      |
| 498005 - | 2007 ET99                | 11 marzo 2007     | Spacewatch             |
| 498006 - | 2007 EZ102               | 28 gennaio 2007   | Mt. Lemmon Survey      |
| 498007 - | 2007 EC114               | 12 marzo 2007     | Mt. Lemmon Survey      |
| 498008 - | 2007 ER117               | 13 marzo 2007     | Mt. Lemmon Survey      |
| 498009 - | 2007 EU121               | 28 gennaio 2007   | Mt. Lemmon Survey      |
| 498010 - | 2007 EK138               | 28 gennaio 2007   | Mt. Lemmon Survey      |
| 498011 - | 2007 EM140               | 22 febbraio 2007  | Spacewatch             |
| 498012 - | 2007 EF147               | 12 marzo 2007     | Spacewatch             |
| 498013 - | 2007 EJ153               | 26 febbraio 2007  | Mt. Lemmon Survey      |
| 498014 - | 2007 EC191               | 26 febbraio 2007  | Mt. Lemmon Survey      |
| 498015 - | 2007 EU193               | 14 marzo 2007     | Spacewatch             |
| 498016 - | 2007 EX197               | 15 marzo 2007     | Spacewatch             |
| 498017 - | 2007 EE217               | 10 marzo 2007     | Spacewatch             |
| 498018 - | 2007 FQ4                 | 17 febbraio 2007  | Spacewatch             |
| 498019 - | 2007 FY5                 | 26 febbraio 2007  | Mt. Lemmon Survey      |
| 498020 - | 2007 FA17                | 9 marzo 2007      | Mt. Lemmon Survey      |
| 498021 - | 2007 FS19                | 10 marzo 2007     | Mt. Lemmon Survey      |
| 498022 - | 2007 FS24                | 21 febbraio 2007  | Mt. Lemmon Survey      |
| 498023 - | 2007 FK43                | 22 febbraio 2007  | Siding Spring Survey   |
| 498024 - | 2007 GD4                 | 11 aprile 2007    | CSS                    |
| 498025 - | 2007 GF5                 | 9 marzo 2007      | Spacewatch             |
| 498026 - | 2007 GU8                 | 7 aprile 2007     | Mt. Lemmon Survey      |
| 498027 - | 2007 GP18                | 11 aprile 2007    | Spacewatch             |
| 498028 - | 2007 GH31                | 14 aprile 2007    | Mt. Lemmon Survey      |
| 498029 - | 2007 GT34                | 9 marzo 2007      | Mt. Lemmon Survey      |
| 498030 - | 2007 GV47                | 14 aprile 2007    | Spacewatch             |
| 498031 - | 2007 GP60                | 15 aprile 2007    | Spacewatch             |
| 498032 - | 2007 HM5                 | 14 marzo 2007     | Mt. Lemmon Survey      |
| 498033 - | 2007 HF25                | 18 aprile 2007    | Spacewatch             |
| 498034 - | 2007 HK34                | 19 aprile 2007    | Spacewatch             |
| 498035 - | 2007 HR40                | 20 aprile 2007    | Spacewatch             |
| 498036 - | 2007 HF59                | 13 marzo 2007     | Mt. Lemmon Survey      |
| 498037 - | 2007 HY61                | 13 marzo 2007     | Spacewatch             |
| 498038 - | 2007 HG83                | 23 aprile 2007    | Spacewatch             |
| 498039 - | 2007 HD95                | 19 aprile 2007    | Mt. Lemmon Survey      |
| 498040 - | 2007 JN14                | 19 aprile 2007    | Spacewatch             |
| 498041 - | 2007 JG38                | 22 aprile 2007    | Spacewatch             |
| 498042 - | 2007 JM40                | 12 maggio 2007    | Spacewatch             |
| 498043 - | 2007 LV15                | 10 giugno 2007    | Spacewatch             |
| 498044 - | 2007 LY19                | 9 giugno 2007     | Spacewatch             |
| 498045 - | 2007 OC11                | 18 luglio 2007    | Mt. Lemmon Survey      |
| 498046 - | 2007 PT27                | 12 agosto 2007    | San Marcello           |
| 498047 - | 2007 PR30                | 13 agosto 2007    | LONEOS                 |
| 498048 - | 2007 QX10                | 23 agosto 2007    | Spacewatch             |
| 498049 - | 2007 RW42                | 9 settembre 2007  | Spacewatch             |
| 498050 - | 2007 RV43                | 9 settembre 2007  | Spacewatch             |
| 498051 - | 2007 RH45                | 9 settembre 2007  | Spacewatch             |
| 498052 - | 2007 RO45                | 9 settembre 2007  | Spacewatch             |
| 498053 - | 2007 RF46                | 2 aprile 2005     | Mt. Lemmon Survey      |
| 498054 - | 2007 RF48                | 9 settembre 2007  | Mt. Lemmon Survey      |
| 498055 - | 2007 RH51                | 9 settembre 2007  | Spacewatch             |
| 498056 - | 2007 RT53                | 9 settembre 2007  | Spacewatch             |
| 498057 - | 2007 RT57                | 9 settembre 2007  | Mt. Lemmon Survey      |
| 498058 - | 2007 RM61                | 10 settembre 2007 | Mt. Lemmon Survey      |
| 498059 - | 2007 RA70                | 10 settembre 2007 | Spacewatch             |
| 498060 - | 2007 RO97                | 10 settembre 2007 | Spacewatch             |
| 498061 - | 2007 RV97                | 2 aprile 2005     | Mt. Lemmon Survey      |
| 498062 - | 2007 RU104               | 21 agosto 2007    | LONEOS                 |
| 498063 - | 2007 RB109               | 11 settembre 2007 | Spacewatch             |
| 498064 - | 2007 RJ109               | 11 settembre 2007 | Spacewatch             |
| 498065 - | 2007 RF133               | 10 settembre 2007 | Spacewatch             |
| 498066 - | 2007 RM133               | 14 settembre 2007 | CSS                    |
| 498067 - | 2007 RC134               | 11 settembre 2007 | PMO NEO Survey Program |
| 498068 - | 2007 RT146               | 15 settembre 2007 | Mt. Lemmon Survey      |
| 498069 - | 2007 RK152               | 10 settembre 2007 | Spacewatch             |
| 498070 - | 2007 RG160               | 12 settembre 2007 | Mt. Lemmon Survey      |
| 498071 - | 2007 RJ160               | 12 settembre 2007 | Mt. Lemmon Survey      |
| 498072 - | 2007 RX167               | 10 settembre 2007 | Spacewatch             |
| 498073 - | 2007 RG168               | 10 settembre 2007 | Spacewatch             |
| 498074 - | 2007 RH169               | 22 agosto 2007    | LINEAR                 |
| 498075 - | 2007 RB172               | 10 settembre 2007 | Spacewatch             |
| 498076 - | 2007 RY181               | 11 settembre 2007 | Mt. Lemmon Survey      |
| 498077 - | 2007 RO189               | 10 settembre 2007 | Spacewatch             |
| 498078 - | 2007 RK194               | 12 settembre 2007 | Spacewatch             |
| 498079 - | 2007 RJ203               | 13 settembre 2007 | Spacewatch             |
| 498080 - | 2007 RH206               | 10 settembre 2007 | Spacewatch             |
| 498081 - | 2007 RY207               | 10 settembre 2007 | Spacewatch             |
| 498082 - | 2007 RQ208               | 10 settembre 2007 | Spacewatch             |
| 498083 - | 2007 RN213               | 12 settembre 2007 | Mt. Lemmon Survey      |
| 498084 - | 2007 RM215               | 12 settembre 2007 | Spacewatch             |
| 498085 - | 2007 RF221               | 14 settembre 2007 | Mt. Lemmon Survey      |
| 498086 - | 2007 RA225               | 10 settembre 2007 | Spacewatch             |
| 498087 - | 2007 RD227               | 10 settembre 2007 | Spacewatch             |
| 498088 - | 2007 RK237               | 10 settembre 2007 | Spacewatch             |
| 498089 - | 2007 RV244               | 10 settembre 2007 | Spacewatch             |
| 498090 - | 2007 RO245               | 11 settembre 2007 | Spacewatch             |
| 498091 - | 2007 RG257               | 14 settembre 2007 | CSS                    |
| 498092 - | 2007 RH260               | 14 settembre 2007 | Mt. Lemmon Survey      |
| 498093 - | 2007 RT260               | 10 settembre 2007 | Spacewatch             |
| 498094 - | 2007 RC265               | 18 luglio 2007    | Mt. Lemmon Survey      |
| 498095 - | 2007 RE270               | 15 settembre 2007 | Mt. Lemmon Survey      |
| 498096 - | 2007 RY272               | 15 settembre 2007 | Spacewatch             |
| 498097 - | 2007 RS280               | 13 settembre 2007 | CSS                    |
| 498098 - | 2007 RC292               | 12 settembre 2007 | Mt. Lemmon Survey      |
| 498099 - | 2007 RP292               | 12 settembre 2007 | Mt. Lemmon Survey      |
| 498100 - | 2007 RT292               | 12 settembre 2007 | Mt. Lemmon Survey      |

## 498101-498200
| Nome     | Designazione provvisoria | Data di scoperta  | Scopritore        |
| -------- | ------------------------ | ----------------- | ----------------- |
| 498101 - | 2007 RW292               | 12 settembre 2007 | Mt. Lemmon Survey |
| 498102 - | 2007 RL294               | 13 settembre 2007 | Mt. Lemmon Survey |
| 498103 - | 2007 RG295               | 14 settembre 2007 | Mt. Lemmon Survey |
| 498104 - | 2007 RV296               | 14 settembre 2007 | Mt. Lemmon Survey |
| 498105 - | 2007 RB297               | 10 settembre 2007 | Mt. Lemmon Survey |
| 498106 - | 2007 RG297               | 10 settembre 2007 | Spacewatch        |
| 498107 - | 2007 RP308               | 13 settembre 2007 | Mt. Lemmon Survey |
| 498108 - | 2007 RN317               | 26 maggio 2006    | Spacewatch        |
| 498109 - | 2007 RW317               | 10 settembre 2007 | CSS               |
| 498110 - | 2007 RO320               | 13 settembre 2007 | Mt. Lemmon Survey |
| 498111 - | 2007 RX321               | 9 settembre 2007  | Mt. Lemmon Survey |
| 498112 - | 2007 RO323               | 9 settembre 2007  | Mt. Lemmon Survey |
| 498113 - | 2007 RD324               | 14 settembre 2007 | Mt. Lemmon Survey |
| 498114 - | 2007 RN325               | 15 settembre 2007 | Mt. Lemmon Survey |
| 498115 - | 2007 RR325               | 14 settembre 2007 | Mt. Lemmon Survey |
| 498116 - | 2007 SD3                 | 8 settembre 2007  | LONEOS            |
| 498117 - | 2007 SX3                 | 16 settembre 2007 | LINEAR            |
| 498118 - | 2007 SH8                 | 18 settembre 2007 | Spacewatch        |
| 498119 - | 2007 SF9                 | 10 settembre 2007 | Spacewatch        |
| 498120 - | 2007 SF13                | 19 settembre 2007 | Spacewatch        |
| 498121 - | 2007 SA17                | 30 settembre 2007 | Spacewatch        |
| 498122 - | 2007 SZ19                | 18 settembre 2007 | Mt. Lemmon Survey |
| 498123 - | 2007 SD23                | 25 settembre 2007 | Mt. Lemmon Survey |
| 498124 - | 2007 TP6                 | 6 ottobre 2007    | Chante-Perdrix    |
| 498125 - | 2007 TG15                | 8 ottobre 2007    | CSS               |
| 498126 - | 2007 TG19                | 13 settembre 2007 | Mt. Lemmon Survey |
| 498127 - | 2007 TE26                | 4 ottobre 2007    | Mt. Lemmon Survey |
| 498128 - | 2007 TX26                | 4 ottobre 2007    | Spacewatch        |
| 498129 - | 2007 TY26                | 14 settembre 2007 | Mt. Lemmon Survey |
| 498130 - | 2007 TA28                | 4 ottobre 2007    | Spacewatch        |
| 498131 - | 2007 TQ33                | 6 ottobre 2007    | Spacewatch        |
| 498132 - | 2007 TD39                | 6 ottobre 2007    | Spacewatch        |
| 498133 - | 2007 TU39                | 6 ottobre 2007    | Spacewatch        |
| 498134 - | 2007 TJ41                | 6 ottobre 2007    | Spacewatch        |
| 498135 - | 2007 TZ42                | 2 aprile 2005     | Mt. Lemmon Survey |
| 498136 - | 2007 TT44                | 14 settembre 2007 | Mt. Lemmon Survey |
| 498137 - | 2007 TU46                | 4 ottobre 2007    | Spacewatch        |
| 498138 - | 2007 TS51                | 8 settembre 2007  | Mt. Lemmon Survey |
| 498139 - | 2007 TO54                | 4 ottobre 2007    | Spacewatch        |
| 498140 - | 2007 TN56                | 4 ottobre 2007    | Spacewatch        |
| 498141 - | 2007 TL58                | 4 ottobre 2007    | Spacewatch        |
| 498142 - | 2007 TX61                | 7 ottobre 2007    | Mt. Lemmon Survey |
| 498143 - | 2007 TR65                | 12 ottobre 2007   | CSS               |
| 498144 - | 2007 TR73                | 15 settembre 2007 | CSS               |
| 498145 - | 2007 TS80                | 7 ottobre 2007    | Mt. Lemmon Survey |
| 498146 - | 2007 TJ87                | 8 ottobre 2007    | Mt. Lemmon Survey |
| 498147 - | 2007 TD96                | 9 settembre 2007  | Mt. Lemmon Survey |
| 498148 - | 2007 TZ99                | 10 settembre 2007 | Mt. Lemmon Survey |
| 498149 - | 2007 TB102               | 8 ottobre 2007    | Mt. Lemmon Survey |
| 498150 - | 2007 TN102               | 8 ottobre 2007    | Mt. Lemmon Survey |
| 498151 - | 2007 TO109               | 7 ottobre 2007    | Mt. Lemmon Survey |
| 498152 - | 2007 TK111               | 8 ottobre 2007    | CSS               |
| 498153 - | 2007 TT112               | 12 settembre 2007 | Mt. Lemmon Survey |
| 498154 - | 2007 TY113               | 8 ottobre 2007    | CSS               |
| 498155 - | 2007 TX114               | 8 ottobre 2007    | Spacewatch        |
| 498156 - | 2007 TU116               | 20 settembre 2007 | CSS               |
| 498157 - | 2007 TK123               | 6 ottobre 2007    | Spacewatch        |
| 498158 - | 2007 TC128               | 6 ottobre 2007    | Spacewatch        |
| 498159 - | 2007 TZ131               | 7 ottobre 2007    | Mt. Lemmon Survey |
| 498160 - | 2007 TL132               | 7 ottobre 2007    | Mt. Lemmon Survey |
| 498161 - | 2007 TA135               | 8 ottobre 2007    | Spacewatch        |
| 498162 - | 2007 TK135               | 12 settembre 2007 | Mt. Lemmon Survey |
| 498163 - | 2007 TV152               | 24 settembre 2007 | Spacewatch        |
| 498164 - | 2007 TN167               | 11 ottobre 2007   | Mt. Lemmon Survey |
| 498165 - | 2007 TB168               | 11 ottobre 2007   | CSS               |
| 498166 - | 2007 TU177               | 6 ottobre 2007    | Spacewatch        |
| 498167 - | 2007 TZ177               | 6 ottobre 2007    | Spacewatch        |
| 498168 - | 2007 TY179               | 13 settembre 2007 | Mt. Lemmon Survey |
| 498169 - | 2007 TG182               | 20 settembre 2007 | CSS               |
| 498170 - | 2007 TV194               | 7 ottobre 2007    | Mt. Lemmon Survey |
| 498171 - | 2007 TC199               | 8 ottobre 2007    | Spacewatch        |
| 498172 - | 2007 TK199               | 8 ottobre 2007    | Spacewatch        |
| 498173 - | 2007 TX200               | 8 ottobre 2007    | Spacewatch        |
| 498174 - | 2007 TY209               | 11 ottobre 2007   | Mt. Lemmon Survey |
| 498175 - | 2007 TZ209               | 11 ottobre 2007   | Mt. Lemmon Survey |
| 498176 - | 2007 TK211               | 7 ottobre 2007    | Spacewatch        |
| 498177 - | 2007 TJ212               | 25 settembre 2007 | Mt. Lemmon Survey |
| 498178 - | 2007 TN215               | 7 ottobre 2007    | Spacewatch        |
| 498179 - | 2007 TO220               | 8 ottobre 2007    | CSS               |
| 498180 - | 2007 TV231               | 8 ottobre 2007    | Spacewatch        |
| 498181 - | 2007 TE232               | 8 ottobre 2007    | Spacewatch        |
| 498182 - | 2007 TU235               | 9 ottobre 2007    | Mt. Lemmon Survey |
| 498183 - | 2007 TN255               | 10 ottobre 2007   | Spacewatch        |
| 498184 - | 2007 TP260               | 10 ottobre 2007   | Spacewatch        |
| 498185 - | 2007 TW271               | 9 ottobre 2007    | Spacewatch        |
| 498186 - | 2007 TU283               | 8 ottobre 2007    | Mt. Lemmon Survey |
| 498187 - | 2007 TP295               | 4 ottobre 2007    | Spacewatch        |
| 498188 - | 2007 TV295               | 9 settembre 2007  | Mt. Lemmon Survey |
| 498189 - | 2007 TN306               | 8 ottobre 2007    | Spacewatch        |
| 498190 - | 2007 TS316               | 12 ottobre 2007   | Spacewatch        |
| 498191 - | 2007 TA319               | 12 ottobre 2007   | Spacewatch        |
| 498192 - | 2007 TJ319               | 14 settembre 2007 | Mt. Lemmon Survey |
| 498193 - | 2007 TO322               | 11 ottobre 2007   | Spacewatch        |
| 498194 - | 2007 TH327               | 11 ottobre 2007   | Spacewatch        |
| 498195 - | 2007 TP328               | 11 ottobre 2007   | Spacewatch        |
| 498196 - | 2007 TZ328               | 11 ottobre 2007   | Spacewatch        |
| 498197 - | 2007 TN334               | 18 settembre 2007 | Mt. Lemmon Survey |
| 498198 - | 2007 TH338               | 13 ottobre 2007   | CSS               |
| 498199 - | 2007 TZ342               | 10 ottobre 2007   | Mt. Lemmon Survey |
| 498200 - | 2007 TM362               | 14 ottobre 2007   | Mt. Lemmon Survey |

## 498201-498300
| Nome     | Designazione provvisoria | Data di scoperta  | Scopritore        |
| -------- | ------------------------ | ----------------- | ----------------- |
| 498201 - | 2007 TH377               | 11 ottobre 2007   | Mt. Lemmon Survey |
| 498202 - | 2007 TF378               | 12 ottobre 2007   | Spacewatch        |
| 498203 - | 2007 TJ382               | 14 ottobre 2007   | Spacewatch        |
| 498204 - | 2007 TU383               | 6 ottobre 2007    | Spacewatch        |
| 498205 - | 2007 TV391               | 15 ottobre 2007   | CSS               |
| 498206 - | 2007 TH404               | 7 ottobre 2007    | Spacewatch        |
| 498207 - | 2007 TG405               | 11 ottobre 2007   | Spacewatch        |
| 498208 - | 2007 TJ408               | 15 ottobre 2007   | Mt. Lemmon Survey |
| 498209 - | 2007 TU412               | 12 settembre 2007 | CSS               |
| 498210 - | 2007 TY428               | 12 ottobre 2007   | Spacewatch        |
| 498211 - | 2007 TP433               | 7 ottobre 2007    | LONEOS            |
| 498212 - | 2007 TV433               | 12 ottobre 2007   | Spacewatch        |
| 498213 - | 2007 TW433               | 13 ottobre 2007   | Spacewatch        |
| 498214 - | 2007 TZ437               | 4 ottobre 2007    | Spacewatch        |
| 498215 - | 2007 TP438               | 10 ottobre 2007   | Spacewatch        |
| 498216 - | 2007 TV439               | 9 ottobre 2007    | Mt. Lemmon Survey |
| 498217 - | 2007 TP440               | 8 ottobre 2007    | Mt. Lemmon Survey |
| 498218 - | 2007 TZ442               | 10 ottobre 2007   | Mt. Lemmon Survey |
| 498219 - | 2007 TS445               | 7 ottobre 2007    | Mt. Lemmon Survey |
| 498220 - | 2007 TL447               | 12 ottobre 2007   | LINEAR            |
| 498221 - | 2007 TG448               | 7 ottobre 2007    | Mt. Lemmon Survey |
| 498222 - | 2007 TM449               | 10 ottobre 2007   | Spacewatch        |
| 498223 - | 2007 TY449               | 10 ottobre 2007   | Spacewatch        |
| 498224 - | 2007 TM451               | 15 ottobre 2007   | LINEAR            |
| 498225 - | 2007 UH5                 | 13 settembre 2007 | Mt. Lemmon Survey |
| 498226 - | 2007 UM13                | 16 ottobre 2007   | Mt. Lemmon Survey |
| 498227 - | 2007 UK15                | 9 settembre 2007  | Mt. Lemmon Survey |
| 498228 - | 2007 UH19                | 7 ottobre 2007    | Mt. Lemmon Survey |
| 498229 - | 2007 UX21                | 12 ottobre 2007   | Spacewatch        |
| 498230 - | 2007 UL24                | 8 ottobre 2007    | Spacewatch        |
| 498231 - | 2007 UZ27                | 10 settembre 2007 | Spacewatch        |
| 498232 - | 2007 UY41                | 16 ottobre 2007   | Mt. Lemmon Survey |
| 498233 - | 2007 UJ52                | 24 ottobre 2007   | Mt. Lemmon Survey |
| 498234 - | 2007 UA53                | 12 ottobre 2007   | Spacewatch        |
| 498235 - | 2007 UD53                | 12 ottobre 2007   | Spacewatch        |
| 498236 - | 2007 UM54                | 11 ottobre 2007   | Spacewatch        |
| 498237 - | 2007 US55                | 10 ottobre 2007   | Spacewatch        |
| 498238 - | 2007 UP57                | 7 ottobre 2007    | Mt. Lemmon Survey |
| 498239 - | 2007 UJ59                | 10 ottobre 2007   | Spacewatch        |
| 498240 - | 2007 UZ69                | 30 ottobre 2007   | Mt. Lemmon Survey |
| 498241 - | 2007 UY72                | 9 ottobre 2007    | Spacewatch        |
| 498242 - | 2007 UU73                | 7 ottobre 2007    | Mt. Lemmon Survey |
| 498243 - | 2007 UQ79                | 30 ottobre 2007   | Mt. Lemmon Survey |
| 498244 - | 2007 UH84                | 18 settembre 2007 | Mt. Lemmon Survey |
| 498245 - | 2007 US88                | 12 ottobre 2007   | Spacewatch        |
| 498246 - | 2007 UF90                | 30 ottobre 2007   | Mt. Lemmon Survey |
| 498247 - | 2007 UB93                | 12 ottobre 2007   | Spacewatch        |
| 498248 - | 2007 UA96                | 30 ottobre 2007   | Mt. Lemmon Survey |
| 498249 - | 2007 UO97                | 30 ottobre 2007   | Mt. Lemmon Survey |
| 498250 - | 2007 UW98                | 17 ottobre 2007   | Mt. Lemmon Survey |
| 498251 - | 2007 UJ99                | 30 ottobre 2007   | Spacewatch        |
| 498252 - | 2007 UC100               | 30 ottobre 2007   | Spacewatch        |
| 498253 - | 2007 UR102               | 11 ottobre 2007   | Spacewatch        |
| 498254 - | 2007 UB113               | 30 ottobre 2007   | CSS               |
| 498255 - | 2007 UK113               | 31 ottobre 2007   | Spacewatch        |
| 498256 - | 2007 UC114               | 16 ottobre 2007   | Mt. Lemmon Survey |
| 498257 - | 2007 UY115               | 31 ottobre 2007   | Spacewatch        |
| 498258 - | 2007 UM116               | 12 ottobre 2007   | Spacewatch        |
| 498259 - | 2007 UG117               | 15 ottobre 2007   | Spacewatch        |
| 498260 - | 2007 UU122               | 14 settembre 2007 | Mt. Lemmon Survey |
| 498261 - | 2007 UL124               | 4 ottobre 2007    | Spacewatch        |
| 498262 - | 2007 US126               | 10 settembre 2007 | Spacewatch        |
| 498263 - | 2007 UW127               | 24 ottobre 2007   | Mt. Lemmon Survey |
| 498264 - | 2007 UF129               | 19 ottobre 2007   | Mt. Lemmon Survey |
| 498265 - | 2007 UG135               | 14 settembre 2007 | Mt. Lemmon Survey |
| 498266 - | 2007 UK138               | 19 ottobre 2007   | Spacewatch        |
| 498267 - | 2007 VF                  | 15 ottobre 2007   | Mt. Lemmon Survey |
| 498268 - | 2007 VJ4                 | 16 ottobre 2007   | CSS               |
| 498269 - | 2007 VW4                 | 3 novembre 2007   | Sposetti, S.      |
| 498270 - | 2007 VM10                | 26 settembre 2007 | Mt. Lemmon Survey |
| 498271 - | 2007 VO10                | 25 settembre 2007 | Mt. Lemmon Survey |
| 498272 - | 2007 VB15                | 1º novembre 2007  | Spacewatch        |
| 498273 - | 2007 VO27                | 2 novembre 2007   | Mt. Lemmon Survey |
| 498274 - | 2007 VD30                | 11 ottobre 2007   | Mt. Lemmon Survey |
| 498275 - | 2007 VT32                | 7 ottobre 2007    | Spacewatch        |
| 498276 - | 2007 VT33                | 19 ottobre 2007   | Spacewatch        |
| 498277 - | 2007 VS34                | 3 novembre 2007   | Spacewatch        |
| 498278 - | 2007 VC46                | 1º novembre 2007  | Spacewatch        |
| 498279 - | 2007 VH46                | 1º novembre 2007  | Spacewatch        |
| 498280 - | 2007 VD48                | 9 ottobre 2007    | Spacewatch        |
| 498281 - | 2007 VF49                | 1º novembre 2007  | Spacewatch        |
| 498282 - | 2007 VK50                | 9 ottobre 2007    | Spacewatch        |
| 498283 - | 2007 VQ50                | 9 ottobre 2007    | Spacewatch        |
| 498284 - | 2007 VM58                | 1º novembre 2007  | Spacewatch        |
| 498285 - | 2007 VS60                | 1º novembre 2007  | Spacewatch        |
| 498286 - | 2007 VX62                | 1º novembre 2007  | Spacewatch        |
| 498287 - | 2007 VL66                | 2 novembre 2007   | Spacewatch        |
| 498288 - | 2007 VH71                | 21 ottobre 2007   | CSS               |
| 498289 - | 2007 VK75                | 8 ottobre 2007    | Mt. Lemmon Survey |
| 498290 - | 2007 VJ76                | 21 ottobre 2007   | Spacewatch        |
| 498291 - | 2007 VY78                | 3 novembre 2007   | Spacewatch        |
| 498292 - | 2007 VC80                | 3 novembre 2007   | Spacewatch        |
| 498293 - | 2007 VO88                | 2 novembre 2007   | LINEAR            |
| 498294 - | 2007 VE96                | 12 ottobre 2007   | Mt. Lemmon Survey |
| 498295 - | 2007 VS97                | 1º novembre 2007  | Spacewatch        |
| 498296 - | 2007 VR98                | 15 ottobre 2007   | Spacewatch        |
| 498297 - | 2007 VH99                | 2 novembre 2007   | Spacewatch        |
| 498298 - | 2007 VE101               | 2 novembre 2007   | Spacewatch        |
| 498299 - | 2007 VO104               | 14 ottobre 2007   | Mt. Lemmon Survey |
| 498300 - | 2007 VW106               | 3 novembre 2007   | Spacewatch        |

## 498301-498400
| Nome                | Designazione provvisoria | Data di scoperta  | Scopritore             |
| ------------------- | ------------------------ | ----------------- | ---------------------- |
| 498301 -            | 2007 VE107               | 17 ottobre 2007   | Mt. Lemmon Survey      |
| 498302 -            | 2007 VS108               | 3 novembre 2007   | Spacewatch             |
| 498303 -            | 2007 VC109               | 15 settembre 2007 | Mt. Lemmon Survey      |
| 498304 -            | 2007 VH109               | 20 ottobre 2007   | Mt. Lemmon Survey      |
| 498305 -            | 2007 VR112               | 20 ottobre 2007   | Mt. Lemmon Survey      |
| 498306 -            | 2007 VU117               | 25 settembre 2007 | Mt. Lemmon Survey      |
| 498307 -            | 2007 VK118               | 13 settembre 2007 | Mt. Lemmon Survey      |
| 498308 -            | 2007 VG128               | 12 ottobre 2007   | Spacewatch             |
| 498309 -            | 2007 VT131               | 16 ottobre 2007   | Spacewatch             |
| 498310 -            | 2007 VM138               | 21 ottobre 2007   | Spacewatch             |
| 498311 -            | 2007 VW139               | 17 ottobre 2007   | Mt. Lemmon Survey      |
| 498312 -            | 2007 VY143               | 4 novembre 2007   | Spacewatch             |
| 498313 -            | 2007 VG146               | 4 novembre 2007   | Spacewatch             |
| 498314 -            | 2007 VQ147               | 4 novembre 2007   | Spacewatch             |
| 498315 -            | 2007 VD148               | 4 novembre 2007   | Spacewatch             |
| 498316 -            | 2007 VH153               | 20 ottobre 2007   | Mt. Lemmon Survey      |
| 498317 -            | 2007 VU155               | 5 novembre 2007   | Spacewatch             |
| 498318 -            | 2007 VX155               | 5 novembre 2007   | Spacewatch             |
| 498319 -            | 2007 VN157               | 20 ottobre 2007   | Mt. Lemmon Survey      |
| 498320 -            | 2007 VX158               | 5 novembre 2007   | Spacewatch             |
| 498321 -            | 2007 VF166               | 15 ottobre 2007   | Mt. Lemmon Survey      |
| 498322 -            | 2007 VG170               | 6 novembre 2007   | Spacewatch             |
| 498323 -            | 2007 VH170               | 6 novembre 2007   | Spacewatch             |
| 498324 -            | 2007 VD178               | 4 ottobre 2007    | Spacewatch             |
| 498325 -            | 2007 VC182               | 8 ottobre 2007    | Spacewatch             |
| 498326 -            | 2007 VK183               | 8 novembre 2007   | CSS                    |
| 498327 -            | 2007 VX188               | 31 ottobre 2007   | Spacewatch             |
| 498328 -            | 2007 VT205               | 12 ottobre 2007   | Spacewatch             |
| 498329 -            | 2007 VW210               | 9 novembre 2007   | Spacewatch             |
| 498330 -            | 2007 VB213               | 9 novembre 2007   | Spacewatch             |
| 498331 -            | 2007 VS226               | 15 ottobre 2007   | Mt. Lemmon Survey      |
| 498332 -            | 2007 VO228               | 12 novembre 2007  | Mt. Lemmon Survey      |
| 498333 -            | 2007 VH232               | 7 novembre 2007   | Spacewatch             |
| 498334 -            | 2007 VE234               | 1º novembre 2007  | Spacewatch             |
| 498335 -            | 2007 VD235               | 9 novembre 2007   | Spacewatch             |
| 498336 -            | 2007 VZ235               | 11 ottobre 2007   | Spacewatch             |
| 498337 -            | 2007 VQ238               | 5 novembre 2007   | Spacewatch             |
| 498338 -            | 2007 VU240               | 9 novembre 2007   | CSS                    |
| 498339 -            | 2007 VU243               | 1º novembre 2007  | Spacewatch             |
| 498340 -            | 2007 VW243               | 13 novembre 2007  | LONEOS                 |
| 498341 -            | 2007 VY243               | 9 settembre 2007  | Mt. Lemmon Survey      |
| 498342 -            | 2007 VZ247               | 12 ottobre 2007   | Mt. Lemmon Survey      |
| 498343 -            | 2007 VS256               | 13 novembre 2007  | Mt. Lemmon Survey      |
| 498344 -            | 2007 VX258               | 10 ottobre 2007   | CSS                    |
| 498345 -            | 2007 VK273               | 12 novembre 2007  | CSS                    |
| 498346 -            | 2007 VC277               | 14 novembre 2007  | Spacewatch             |
| 498347 -            | 2007 VF279               | 3 novembre 2007   | Spacewatch             |
| 498348 -            | 2007 VS288               | 13 novembre 2007  | LONEOS                 |
| 498349 -            | 2007 VQ303               | 17 ottobre 2007   | CSS                    |
| 498350 -            | 2007 VZ303               | 17 ottobre 2007   | CSS                    |
| 498351 -            | 2007 VR305               | 3 novembre 2007   | Mt. Lemmon Survey      |
| 498352 -            | 2007 VX306               | 2 novembre 2007   | Spacewatch             |
| 498353 -            | 2007 VE307               | 2 novembre 2007   | Spacewatch             |
| 498354 -            | 2007 VX308               | 8 novembre 2007   | CSS                    |
| 498355 -            | 2007 VP309               | 2 novembre 2007   | Mt. Lemmon Survey      |
| 498356 -            | 2007 VV311               | 3 novembre 2007   | Spacewatch             |
| 498357 -            | 2007 VX314               | 2 novembre 2007   | Spacewatch             |
| 498358 -            | 2007 VD315               | 4 novembre 2007   | Mt. Lemmon Survey      |
| 498359 -            | 2007 VK315               | 5 novembre 2007   | Spacewatch             |
| 498360 -            | 2007 VK316               | 5 novembre 2007   | Spacewatch             |
| 498361 -            | 2007 VW318               | 1º novembre 2007  | Spacewatch             |
| 498362 -            | 2007 VA320               | 1º novembre 2007  | Spacewatch             |
| 498363 -            | 2007 VZ322               | 2 novembre 2007   | Spacewatch             |
| 498364 -            | 2007 VS324               | 8 novembre 2007   | LINEAR                 |
| 498365 -            | 2007 VT324               | 8 novembre 2007   | Mt. Lemmon Survey      |
| 498366 -            | 2007 VV324               | 8 novembre 2007   | Mt. Lemmon Survey      |
| 498367 -            | 2007 VC325               | 1º novembre 2007  | Spacewatch             |
| 498368 -            | 2007 VT326               | 4 novembre 2007   | Spacewatch             |
| 498369 -            | 2007 VW326               | 4 novembre 2007   | Spacewatch             |
| 498370 -            | 2007 VF330               | 3 novembre 2007   | Spacewatch             |
| 498371 -            | 2007 VH332               | 7 novembre 2007   | Mt. Lemmon Survey      |
| 498372 -            | 2007 VP334               | 14 novembre 2007  | Spacewatch             |
| 498373 -            | 2007 WL21                | 5 novembre 2007   | Spacewatch             |
| 498374 -            | 2007 WJ22                | 9 ottobre 2007    | Spacewatch             |
| 498375 -            | 2007 WB23                | 21 ottobre 2007   | Spacewatch             |
| 498376 -            | 2007 WC23                | 1º novembre 2007  | Spacewatch             |
| 498377 -            | 2007 WF23                | 10 ottobre 2007   | Spacewatch             |
| 498378 -            | 2007 WC25                | 2 novembre 2007   | Spacewatch             |
| 498379 -            | 2007 WR26                | 10 ottobre 2007   | Spacewatch             |
| 498380 -            | 2007 WX27                | 3 novembre 2007   | Spacewatch             |
| 498381 -            | 2007 WX45                | 18 settembre 2007 | Mt. Lemmon Survey      |
| 498382 -            | 2007 WV46                | 3 novembre 2007   | Mt. Lemmon Survey      |
| 498383 -            | 2007 WL51                | 8 novembre 2007   | Spacewatch             |
| 498384 -            | 2007 WC63                | 19 novembre 2007  | Spacewatch             |
| 498385 -            | 2007 XF1                 | 20 ottobre 2007   | Mt. Lemmon Survey      |
| 498386 -            | 2007 XL1                 | 14 ottobre 2007   | Mt. Lemmon Survey      |
| 498387 -            | 2007 XP5                 | 12 novembre 2007  | LINEAR                 |
| 498388 -            | 2007 XT8                 | 2 novembre 2007   | Mt. Lemmon Survey      |
| 498389 -            | 2007 XR14                | 5 dicembre 2007   | Mt. Lemmon Survey      |
| 498390 -            | 2007 XN24                | 13 dicembre 2007  | LINEAR                 |
| 498391 -            | 2007 XC25                | 15 dicembre 2007  | Bickel, W.             |
| 498392 -            | 2007 XH26                | 21 ottobre 2007   | Mt. Lemmon Survey      |
| 498393 -            | 2007 XL27                | 4 dicembre 2007   | Spacewatch             |
| 498394 Zhangbosheng | 2007 XV29                | 9 novembre 2007   | PMO NEO Survey Program |
| 498395 -            | 2007 XW31                | 16 ottobre 2007   | Mt. Lemmon Survey      |
| 498396 -            | 2007 XW40                | 18 novembre 2007  | Spacewatch             |
| 498397 -            | 2007 XO42                | 14 dicembre 2007  | Mt. Lemmon Survey      |
| 498398 -            | 2007 XO51                | 4 dicembre 2007   | Mt. Lemmon Survey      |
| 498399 -            | 2007 XG53                | 4 dicembre 2007   | Spacewatch             |
| 498400 -            | 2007 YF7                 | 1º novembre 2007  | Spacewatch             |

## 498401-498500
| Nome     | Designazione provvisoria | Data di scoperta  | Scopritore             |
| -------- | ------------------------ | ----------------- | ---------------------- |
| 498401 - | 2007 YU35                | 15 ottobre 2007   | Mt. Lemmon Survey      |
| 498402 - | 2007 YS42                | 18 novembre 2007  | Mt. Lemmon Survey      |
| 498403 - | 2007 YP43                | 30 dicembre 2007  | Spacewatch             |
| 498404 - | 2007 YM47                | 30 dicembre 2007  | Mt. Lemmon Survey      |
| 498405 - | 2007 YP49                | 28 dicembre 2007  | Spacewatch             |
| 498406 - | 2007 YF50                | 3 novembre 2007   | Mt. Lemmon Survey      |
| 498407 - | 2007 YD51                | 28 dicembre 2007  | Spacewatch             |
| 498408 - | 2007 YU52                | 13 dicembre 2007  | LINEAR                 |
| 498409 - | 2007 YD59                | 15 dicembre 2007  | LINEAR                 |
| 498410 - | 2007 YZ63                | 18 dicembre 2007  | Mt. Lemmon Survey      |
| 498411 - | 2007 YB71                | 16 dicembre 2007  | CSS                    |
| 498412 - | 2007 YR72                | 19 dicembre 2007  | LINEAR                 |
| 498413 - | 2008 AO2                 | 6 gennaio 2008    | OAM                    |
| 498414 - | 2008 AA5                 | 7 gennaio 2008    | LUSS                   |
| 498415 - | 2008 AV14                | 30 dicembre 2007  | Spacewatch             |
| 498416 - | 2008 AA15                | 10 gennaio 2008   | Spacewatch             |
| 498417 - | 2008 AF19                | 10 gennaio 2008   | Mt. Lemmon Survey      |
| 498418 - | 2008 AQ20                | 10 gennaio 2008   | Mt. Lemmon Survey      |
| 498419 - | 2008 AG21                | 10 gennaio 2008   | Mt. Lemmon Survey      |
| 498420 - | 2008 AZ29                | 8 gennaio 2008    | Ries, W.               |
| 498421 - | 2008 AF39                | 30 dicembre 2007  | Mt. Lemmon Survey      |
| 498422 - | 2008 AZ41                | 10 gennaio 2008   | Mt. Lemmon Survey      |
| 498423 - | 2008 AA42                | 10 gennaio 2008   | Mt. Lemmon Survey      |
| 498424 - | 2008 AH47                | 16 dicembre 2007  | Spacewatch             |
| 498425 - | 2008 AS48                | 28 dicembre 2007  | Spacewatch             |
| 498426 - | 2008 AE49                | 28 dicembre 2007  | Spacewatch             |
| 498427 - | 2008 AM52                | 17 ottobre 2007   | Mt. Lemmon Survey      |
| 498428 - | 2008 AY66                | 11 gennaio 2008   | Spacewatch             |
| 498429 - | 2008 AY70                | 12 gennaio 2008   | Spacewatch             |
| 498430 - | 2008 AX75                | 11 gennaio 2008   | Spacewatch             |
| 498431 - | 2008 AY75                | 11 gennaio 2008   | Spacewatch             |
| 498432 - | 2008 AH77                | 1º gennaio 2008   | Spacewatch             |
| 498433 - | 2008 AA84                | 15 gennaio 2008   | Spacewatch             |
| 498434 - | 2008 AQ91                | 30 dicembre 2007  | Mt. Lemmon Survey      |
| 498435 - | 2008 AC94                | 1º gennaio 2008   | Spacewatch             |
| 498436 - | 2008 AC105               | 18 dicembre 2007  | Mt. Lemmon Survey      |
| 498437 - | 2008 AH106               | 18 novembre 2007  | Mt. Lemmon Survey      |
| 498438 - | 2008 AF108               | 15 gennaio 2008   | Spacewatch             |
| 498439 - | 2008 AY109               | 14 dicembre 2007  | Mt. Lemmon Survey      |
| 498440 - | 2008 AO110               | 15 gennaio 2008   | Spacewatch             |
| 498441 - | 2008 AZ110               | 15 gennaio 2008   | Spacewatch             |
| 498442 - | 2008 AD111               | 15 gennaio 2008   | Spacewatch             |
| 498443 - | 2008 AX113               | 10 gennaio 2008   | Mt. Lemmon Survey      |
| 498444 - | 2008 AV115               | 11 gennaio 2008   | Mt. Lemmon Survey      |
| 498445 - | 2008 AJ116               | 12 gennaio 2008   | Spacewatch             |
| 498446 - | 2008 AN116               | 1º gennaio 2008   | Spacewatch             |
| 498447 - | 2008 AY116               | 13 gennaio 2008   | Spacewatch             |
| 498448 - | 2008 AA138               | 13 gennaio 2008   | Spacewatch             |
| 498449 - | 2008 BM16                | 13 gennaio 2008   | Spacewatch             |
| 498450 - | 2008 BH20                | 30 dicembre 2007  | Mt. Lemmon Survey      |
| 498451 - | 2008 BQ26                | 11 gennaio 2008   | Mt. Lemmon Survey      |
| 498452 - | 2008 BL29                | 30 gennaio 2008   | Mt. Lemmon Survey      |
| 498453 - | 2008 BH31                | 30 gennaio 2008   | Mt. Lemmon Survey      |
| 498454 - | 2008 BA38                | 31 gennaio 2008   | Mt. Lemmon Survey      |
| 498455 - | 2008 BF38                | 31 dicembre 2007  | Mt. Lemmon Survey      |
| 498456 - | 2008 BK41                | 5 gennaio 2008    | PMO NEO Survey Program |
| 498457 - | 2008 BB48                | 16 gennaio 2008   | Spacewatch             |
| 498458 - | 2008 BE53                | 19 gennaio 2008   | Mt. Lemmon Survey      |
| 498459 - | 2008 BN53                | 30 gennaio 2008   | CSS                    |
| 498460 - | 2008 CC5                 | 2 febbraio 2008   | Spacewatch             |
| 498461 - | 2008 CD8                 | 11 gennaio 2008   | Mt. Lemmon Survey      |
| 498462 - | 2008 CC17                | 3 febbraio 2008   | Spacewatch             |
| 498463 - | 2008 CJ21                | 7 febbraio 2008   | Ries, W.               |
| 498464 - | 2008 CA30                | 14 ottobre 2007   | Mt. Lemmon Survey      |
| 498465 - | 2008 CE30                | 10 gennaio 2008   | Mt. Lemmon Survey      |
| 498466 - | 2008 CZ30                | 19 gennaio 2008   | Spacewatch             |
| 498467 - | 2008 CM34                | 2 febbraio 2008   | Spacewatch             |
| 498468 - | 2008 CN40                | 2 febbraio 2008   | Spacewatch             |
| 498469 - | 2008 CB43                | 2 febbraio 2008   | Spacewatch             |
| 498470 - | 2008 CY48                | 6 febbraio 2008   | CSS                    |
| 498471 - | 2008 CA51                | 6 febbraio 2008   | PMO NEO Survey Program |
| 498472 - | 2008 CN56                | 7 febbraio 2008   | Mt. Lemmon Survey      |
| 498473 - | 2008 CC57                | 14 gennaio 2008   | Spacewatch             |
| 498474 - | 2008 CQ58                | 7 febbraio 2008   | Mt. Lemmon Survey      |
| 498475 - | 2008 CT62                | 8 febbraio 2008   | Spacewatch             |
| 498476 - | 2008 CV73                | 11 settembre 2007 | Mt. Lemmon Survey      |
| 498477 - | 2008 CH75                | 10 gennaio 2008   | Mt. Lemmon Survey      |
| 498478 - | 2008 CU77                | 29 novembre 2003  | Spacewatch             |
| 498479 - | 2008 CX78                | 7 febbraio 2008   | Spacewatch             |
| 498480 - | 2008 CA84                | 29 agosto 2006    | Spacewatch             |
| 498481 - | 2008 CW87                | 7 febbraio 2008   | Mt. Lemmon Survey      |
| 498482 - | 2008 CQ98                | 30 gennaio 2008   | Mt. Lemmon Survey      |
| 498483 - | 2008 CH101               | 9 febbraio 2008   | Mt. Lemmon Survey      |
| 498484 - | 2008 CS108               | 9 febbraio 2008   | CSS                    |
| 498485 - | 2008 CE115               | 10 febbraio 2008  | Spacewatch             |
| 498486 - | 2008 CC128               | 11 gennaio 2008   | Mt. Lemmon Survey      |
| 498487 - | 2008 CM129               | 8 febbraio 2008   | Spacewatch             |
| 498488 - | 2008 CV130               | 30 gennaio 2008   | Mt. Lemmon Survey      |
| 498489 - | 2008 CE132               | 8 febbraio 2008   | Spacewatch             |
| 498490 - | 2008 CV134               | 8 febbraio 2008   | Mt. Lemmon Survey      |
| 498491 - | 2008 CQ161               | 7 novembre 2007   | Mt. Lemmon Survey      |
| 498492 - | 2008 CF176               | 1º gennaio 2008   | CSS                    |
| 498493 - | 2008 CK179               | 13 novembre 2007  | Mt. Lemmon Survey      |
| 498494 - | 2008 CB181               | 10 febbraio 2008  | LONEOS                 |
| 498495 - | 2008 CU194               | 13 febbraio 2008  | Spacewatch             |
| 498496 - | 2008 CP196               | 7 febbraio 2008   | Spacewatch             |
| 498497 - | 2008 CU203               | 12 febbraio 2008  | Spacewatch             |
| 498498 - | 2008 CP208               | 3 febbraio 2008   | Spacewatch             |
| 498499 - | 2008 CC212               | 7 febbraio 2008   | Mt. Lemmon Survey      |
| 498500 - | 2008 DK1                 | 1º dicembre 2003  | Spacewatch             |

## 498501-498600
| Nome     | Designazione provvisoria | Data di scoperta | Scopritore           |
| -------- | ------------------------ | ---------------- | -------------------- |
| 498501 - | 2008 DJ2                 | 30 gennaio 2008  | Spacewatch           |
| 498502 - | 2008 DG8                 | 24 febbraio 2008 | Spacewatch           |
| 498503 - | 2008 DM13                | 26 febbraio 2008 | Mt. Lemmon Survey    |
| 498504 - | 2008 DQ17                | 24 febbraio 2008 | Spacewatch           |
| 498505 - | 2008 DX18                | 27 febbraio 2008 | Spacewatch           |
| 498506 - | 2008 DF22                | 28 febbraio 2008 | Mt. Lemmon Survey    |
| 498507 - | 2008 DL28                | 10 gennaio 2008  | Spacewatch           |
| 498508 - | 2008 DN30                | 8 febbraio 2008  | Spacewatch           |
| 498509 - | 2008 DA40                | 27 febbraio 2008 | Mt. Lemmon Survey    |
| 498510 - | 2008 DC45                | 7 febbraio 2008  | Mt. Lemmon Survey    |
| 498511 - | 2008 DK56                | 19 novembre 2007 | Spacewatch           |
| 498512 - | 2008 DM60                | 28 febbraio 2008 | Mt. Lemmon Survey    |
| 498513 - | 2008 DG76                | 7 febbraio 2008  | Spacewatch           |
| 498514 - | 2008 DL81                | 27 febbraio 2008 | Spacewatch           |
| 498515 - | 2008 EQ6                 | 9 gennaio 2008   | Mt. Lemmon Survey    |
| 498516 - | 2008 EW10                | 1º marzo 2008    | Spacewatch           |
| 498517 - | 2008 ED12                | 10 febbraio 2008 | Spacewatch           |
| 498518 - | 2008 ER19                | 30 gennaio 2008  | Mt. Lemmon Survey    |
| 498519 - | 2008 EE33                | 1º marzo 2008    | Spacewatch           |
| 498520 - | 2008 EV57                | 28 febbraio 2008 | Spacewatch           |
| 498521 - | 2008 EK60                | 7 febbraio 2008  | Mt. Lemmon Survey    |
| 498522 - | 2008 EM72                | 18 febbraio 2008 | Mt. Lemmon Survey    |
| 498523 - | 2008 EJ76                | 7 marzo 2008     | Spacewatch           |
| 498524 - | 2008 EO112               | 8 marzo 2008     | Spacewatch           |
| 498525 - | 2008 EC131               | 18 febbraio 2008 | Mt. Lemmon Survey    |
| 498526 - | 2008 EG152               | 10 marzo 2008    | Spacewatch           |
| 498527 - | 2008 EU161               | 10 marzo 2008    | Spacewatch           |
| 498528 - | 2008 FB5                 | 9 marzo 2008     | Spacewatch           |
| 498529 - | 2008 FA55                | 5 marzo 2008     | Spacewatch           |
| 498530 - | 2008 FA84                | 28 marzo 2008    | Spacewatch           |
| 498531 - | 2008 FV97                | 30 marzo 2008    | Spacewatch           |
| 498532 - | 2008 FM104               | 30 marzo 2008    | Spacewatch           |
| 498533 - | 2008 FB108               | 31 marzo 2008    | Spacewatch           |
| 498534 - | 2008 FD108               | 31 marzo 2008    | Jarnac               |
| 498535 - | 2008 FN126               | 29 marzo 2008    | Spacewatch           |
| 498536 - | 2008 FT130               | 30 marzo 2008    | Spacewatch           |
| 498537 - | 2008 FV131               | 28 marzo 2008    | Mt. Lemmon Survey    |
| 498538 - | 2008 GX5                 | 10 marzo 2008    | Mt. Lemmon Survey    |
| 498539 - | 2008 GY8                 | 1º aprile 2008   | Mt. Lemmon Survey    |
| 498540 - | 2008 GN12                | 3 aprile 2008    | Spacewatch           |
| 498541 - | 2008 GA26                | 10 marzo 2008    | Mt. Lemmon Survey    |
| 498542 - | 2008 GP35                | 3 aprile 2008    | Spacewatch           |
| 498543 - | 2008 GO36                | 3 aprile 2008    | Spacewatch           |
| 498544 - | 2008 GB44                | 4 aprile 2008    | Spacewatch           |
| 498545 - | 2008 GJ50                | 28 marzo 2008    | Mt. Lemmon Survey    |
| 498546 - | 2008 GH70                | 6 aprile 2008    | Mt. Lemmon Survey    |
| 498547 - | 2008 GX90                | 6 aprile 2008    | Mt. Lemmon Survey    |
| 498548 - | 2008 GH110               | 14 aprile 2008   | Mt. Lemmon Survey    |
| 498549 - | 2008 GD119               | 11 aprile 2008   | Spacewatch           |
| 498550 - | 2008 HV4                 | 30 aprile 2008   | Mt. Lemmon Survey    |
| 498551 - | 2008 HT7                 | 24 aprile 2008   | Spacewatch           |
| 498552 - | 2008 HK9                 | 5 marzo 2008     | Spacewatch           |
| 498553 - | 2008 HV16                | 25 aprile 2008   | Mt. Lemmon Survey    |
| 498554 - | 2008 HG17                | 25 aprile 2008   | Spacewatch           |
| 498555 - | 2008 HH35                | 15 aprile 2008   | Mt. Lemmon Survey    |
| 498556 - | 2008 HS46                | 28 aprile 2008   | Spacewatch           |
| 498557 - | 2008 HW46                | 28 aprile 2008   | Spacewatch           |
| 498558 - | 2008 JE3                 | 15 aprile 2008   | Mt. Lemmon Survey    |
| 498559 - | 2008 JX6                 | 15 aprile 2008   | Spacewatch           |
| 498560 - | 2008 JS23                | 25 aprile 2008   | Spacewatch           |
| 498561 - | 2008 JO30                | 13 aprile 2008   | Mt. Lemmon Survey    |
| 498562 - | 2008 JW36                | 8 maggio 2008    | Spacewatch           |
| 498563 - | 2008 KL1                 | 26 maggio 2008   | Spacewatch           |
| 498564 - | 2008 KS5                 | 28 maggio 2008   | Spacewatch           |
| 498565 - | 2008 KV7                 | 29 aprile 2008   | Spacewatch           |
| 498566 - | 2008 KM22                | 8 maggio 2008    | Spacewatch           |
| 498567 - | 2008 KZ29                | 11 maggio 2008   | Mt. Lemmon Survey    |
| 498568 - | 2008 KS38                | 3 maggio 2008    | Spacewatch           |
| 498569 - | 2008 KG41                | 8 aprile 2008    | Spacewatch           |
| 498570 - | 2008 LM6                 | 3 maggio 2008    | Spacewatch           |
| 498571 - | 2008 LC8                 | 5 maggio 2008    | Mt. Lemmon Survey    |
| 498572 - | 2008 LD9                 | 3 giugno 2008    | Spacewatch           |
| 498573 - | 2008 LX9                 | 29 maggio 2008   | Spacewatch           |
| 498574 - | 2008 LC11                | 10 gennaio 2007  | Spacewatch           |
| 498575 - | 2008 LU13                | 27 maggio 2008   | Spacewatch           |
| 498576 - | 2008 LQ15                | 14 maggio 2008   | Mt. Lemmon Survey    |
| 498577 - | 2008 NV1                 | 9 giugno 2008    | Spacewatch           |
| 498578 - | 2008 NX2                 | 5 luglio 2008    | OAM                  |
| 498579 - | 2008 OM1                 | 26 luglio 2008   | OAM                  |
| 498580 - | 2008 OG4                 | 26 luglio 2008   | Siding Spring Survey |
| 498581 - | 2008 PA18                | 13 agosto 2008   | OAM                  |
| 498582 - | 2008 QA2                 | 24 agosto 2008   | OAM                  |
| 498583 - | 2008 QT12                | 26 agosto 2008   | OAM                  |
| 498584 - | 2008 QU13                | 29 luglio 2008   | Spacewatch           |
| 498585 - | 2008 QV16                | 26 agosto 2008   | OAM                  |
| 498586 - | 2008 QC22                | 12 agosto 2008   | OAM                  |
| 498587 - | 2008 QS29                | 25 agosto 2008   | OAM                  |
| 498588 - | 2008 QN30                | 24 agosto 2008   | OAM                  |
| 498589 - | 2008 QM34                | 7 agosto 2008    | Spacewatch           |
| 498590 - | 2008 QE38                | 23 agosto 2008   | Spacewatch           |
| 498591 - | 2008 QJ40                | 29 agosto 2008   | OAM                  |
| 498592 - | 2008 QD45                | 26 agosto 2008   | OAM                  |
| 498593 - | 2008 QU46                | 30 agosto 2008   | LINEAR               |
| 498594 - | 2008 QP47                | 24 agosto 2008   | LINEAR               |
| 498595 - | 2008 RD                  | 2 agosto 2008    | Siding Spring Survey |
| 498596 - | 2008 RM9                 | 3 settembre 2008 | Spacewatch           |
| 498597 - | 2008 RK29                | 2 settembre 2008 | Spacewatch           |
| 498598 - | 2008 RS30                | 2 settembre 2008 | Spacewatch           |
| 498599 - | 2008 RN32                | 2 settembre 2008 | Spacewatch           |
| 498600 - | 2008 RD35                | 2 settembre 2008 | Spacewatch           |

## 498601-498700
| Nome     | Designazione provvisoria | Data di scoperta  | Scopritore                        |
| -------- | ------------------------ | ----------------- | --------------------------------- |
| 498601 - | 2008 RV37                | 2 settembre 2008  | Spacewatch                        |
| 498602 - | 2008 RW42                | 2 settembre 2008  | Spacewatch                        |
| 498603 - | 2008 RZ44                | 2 settembre 2008  | Spacewatch                        |
| 498604 - | 2008 RZ46                | 2 settembre 2008  | Spacewatch                        |
| 498605 - | 2008 RM47                | 2 agosto 2008     | OAM                               |
| 498606 - | 2008 RF58                | 3 settembre 2008  | Spacewatch                        |
| 498607 - | 2008 RJ62                | 4 settembre 2008  | Spacewatch                        |
| 498608 - | 2008 RR77                | 7 settembre 2008  | Mt. Lemmon Survey                 |
| 498609 - | 2008 RZ77                | 4 settembre 2008  | Spacewatch                        |
| 498610 - | 2008 RY79                | 5 settembre 2008  | Spacewatch                        |
| 498611 - | 2008 RJ81                | 4 settembre 2008  | Spacewatch                        |
| 498612 - | 2008 RG97                | 7 settembre 2008  | Mt. Lemmon Survey                 |
| 498613 - | 2008 RY100               | 5 settembre 2008  | Spacewatch                        |
| 498614 - | 2008 RU101               | 2 settembre 2008  | Spacewatch                        |
| 498615 - | 2008 RE102               | 3 settembre 2008  | Spacewatch                        |
| 498616 - | 2008 RJ103               | 5 settembre 2008  | Spacewatch                        |
| 498617 - | 2008 RF108               | 9 settembre 2008  | Spacewatch                        |
| 498618 - | 2008 RN108               | 9 settembre 2008  | Mt. Lemmon Survey                 |
| 498619 - | 2008 RQ110               | 3 settembre 2008  | Spacewatch                        |
| 498620 - | 2008 RS110               | 3 settembre 2008  | Spacewatch                        |
| 498621 - | 2008 RZ110               | 3 settembre 2008  | Spacewatch                        |
| 498622 - | 2008 RH116               | 7 settembre 2008  | CSS                               |
| 498623 - | 2008 RP117               | 9 settembre 2008  | Spacewatch                        |
| 498624 - | 2008 RR117               | 9 settembre 2008  | Spacewatch                        |
| 498625 - | 2008 RP121               | 2 settembre 2008  | Spacewatch                        |
| 498626 - | 2008 RM122               | 4 settembre 2008  | Spacewatch                        |
| 498627 - | 2008 RB126               | 9 settembre 2008  | Mt. Lemmon Survey                 |
| 498628 - | 2008 RC128               | 7 settembre 2008  | Mt. Lemmon Survey                 |
| 498629 - | 2008 RE133               | 10 settembre 2008 | Astronomical Research Observatory |
| 498630 - | 2008 RK133               | 6 settembre 2008  | CSS                               |
| 498631 - | 2008 RO134               | 4 settembre 2008  | Spacewatch                        |
| 498632 - | 2008 RZ134               | 2 settembre 2008  | Spacewatch                        |
| 498633 - | 2008 RA135               | 2 settembre 2008  | Spacewatch                        |
| 498634 - | 2008 RT139               | 7 settembre 2008  | CSS                               |
| 498635 - | 2008 RC142               | 5 settembre 2008  | LINEAR                            |
| 498636 - | 2008 RG144               | 2 settembre 2008  | Spacewatch                        |
| 498637 - | 2008 RJ146               | 6 settembre 2008  | Spacewatch                        |
| 498638 - | 2008 SL10                | 5 settembre 2008  | Spacewatch                        |
| 498639 - | 2008 SM15                | 28 agosto 2008    | OAM                               |
| 498640 - | 2008 SO25                | 19 settembre 2008 | Spacewatch                        |
| 498641 - | 2008 SZ31                | 20 settembre 2008 | Spacewatch                        |
| 498642 - | 2008 SZ32                | 29 luglio 2008    | Spacewatch                        |
| 498643 - | 2008 SN33                | 20 settembre 2008 | Mt. Lemmon Survey                 |
| 498644 - | 2008 SB43                | 20 settembre 2008 | Spacewatch                        |
| 498645 - | 2008 SZ43                | 9 settembre 2008  | Mt. Lemmon Survey                 |
| 498646 - | 2008 SG48                | 20 settembre 2008 | Mt. Lemmon Survey                 |
| 498647 - | 2008 SM63                | 21 settembre 2008 | Spacewatch                        |
| 498648 - | 2008 SO67                | 21 settembre 2008 | Spacewatch                        |
| 498649 - | 2008 SC81                | 23 settembre 2008 | Mt. Lemmon Survey                 |
| 498650 - | 2008 SE88                | 20 settembre 2008 | Mt. Lemmon Survey                 |
| 498651 - | 2008 SW88                | 5 settembre 2008  | Spacewatch                        |
| 498652 - | 2008 SX88                | 5 settembre 2008  | Spacewatch                        |
| 498653 - | 2008 SJ90                | 21 settembre 2008 | Spacewatch                        |
| 498654 - | 2008 SG101               | 21 settembre 2008 | Spacewatch                        |
| 498655 - | 2008 SM101               | 21 settembre 2008 | Spacewatch                        |
| 498656 - | 2008 SC107               | 21 settembre 2008 | Spacewatch                        |
| 498657 - | 2008 SN112               | 22 settembre 2008 | Spacewatch                        |
| 498658 - | 2008 SQ115               | 4 marzo 2006      | Spacewatch                        |
| 498659 - | 2008 SP122               | 22 settembre 2008 | Mt. Lemmon Survey                 |
| 498660 - | 2008 SC127               | 22 settembre 2008 | Spacewatch                        |
| 498661 - | 2008 SG127               | 22 settembre 2008 | Spacewatch                        |
| 498662 - | 2008 SQ127               | 22 settembre 2008 | CSS                               |
| 498663 - | 2008 SL128               | 22 settembre 2008 | Spacewatch                        |
| 498664 - | 2008 SZ136               | 23 settembre 2008 | CSS                               |
| 498665 - | 2008 SA139               | 23 settembre 2008 | Spacewatch                        |
| 498666 - | 2008 SQ141               | 16 settembre 2003 | Spacewatch                        |
| 498667 - | 2008 SS141               | 24 settembre 2008 | Mt. Lemmon Survey                 |
| 498668 - | 2008 SM151               | 3 settembre 2008  | Spacewatch                        |
| 498669 - | 2008 SV162               | 3 settembre 2008  | Spacewatch                        |
| 498670 - | 2008 SD171               | 24 agosto 2008    | Spacewatch                        |
| 498671 - | 2008 ST171               | 5 settembre 2008  | Spacewatch                        |
| 498672 - | 2008 SO174               | 22 settembre 2008 | Spacewatch                        |
| 498673 - | 2008 SS182               | 24 settembre 2008 | Mt. Lemmon Survey                 |
| 498674 - | 2008 SM185               | 24 settembre 2008 | Spacewatch                        |
| 498675 - | 2008 SF187               | 25 settembre 2008 | Spacewatch                        |
| 498676 - | 2008 SP187               | 25 settembre 2008 | Spacewatch                        |
| 498677 - | 2008 SS207               | 27 settembre 2008 | CSS                               |
| 498678 - | 2008 SU223               | 25 settembre 2008 | Mt. Lemmon Survey                 |
| 498679 - | 2008 SB228               | 5 settembre 2008  | Spacewatch                        |
| 498680 - | 2008 SH242               | 29 settembre 2008 | Spacewatch                        |
| 498681 - | 2008 ST242               | 29 settembre 2008 | Spacewatch                        |
| 498682 - | 2008 SJ250               | 23 settembre 2008 | Spacewatch                        |
| 498683 - | 2008 SO256               | 20 settembre 2008 | Spacewatch                        |
| 498684 - | 2008 SO260               | 23 settembre 2008 | Spacewatch                        |
| 498685 - | 2008 SX261               | 24 settembre 2008 | Spacewatch                        |
| 498686 - | 2008 SL267               | 23 settembre 2008 | Mt. Lemmon Survey                 |
| 498687 - | 2008 SV270               | 25 settembre 2008 | Mt. Lemmon Survey                 |
| 498688 - | 2008 SX271               | 26 settembre 2008 | Spacewatch                        |
| 498689 - | 2008 SL273               | 24 settembre 2008 | Mt. Lemmon Survey                 |
| 498690 - | 2008 SZ273               | 23 settembre 2008 | Spacewatch                        |
| 498691 - | 2008 ST275               | 23 settembre 2008 | Mt. Lemmon Survey                 |
| 498692 - | 2008 SS280               | 24 settembre 2008 | Spacewatch                        |
| 498693 - | 2008 SB283               | 21 settembre 2008 | Mt. Lemmon Survey                 |
| 498694 - | 2008 SY283               | 23 settembre 2008 | Mt. Lemmon Survey                 |
| 498695 - | 2008 SM300               | 23 settembre 2008 | Spacewatch                        |
| 498696 - | 2008 SV306               | 29 settembre 2008 | LINEAR                            |
| 498697 - | 2008 SF307               | 29 settembre 2008 | LINEAR                            |
| 498698 - | 2008 SQ307               | 29 settembre 2008 | CSS                               |
| 498699 - | 2008 SR309               | 24 settembre 2008 | Spacewatch                        |
| 498700 - | 2008 TR                  | 1º ottobre 2008   | Hönig, S. F., Teamo, N.           |

## 498701-498800
| Nome                | Designazione provvisoria | Data di scoperta  | Scopritore        |
| ------------------- | ------------------------ | ----------------- | ----------------- |
| 498701 -            | 2008 TJ11                | 1º ottobre 2008   | Mt. Lemmon Survey |
| 498702 -            | 2008 TQ20                | 1º ottobre 2008   | Mt. Lemmon Survey |
| 498703 -            | 2008 TV28                | 7 settembre 2008  | CSS               |
| 498704 -            | 2008 TR43                | 1º ottobre 2008   | Mt. Lemmon Survey |
| 498705 -            | 2008 TX48                | 5 settembre 2008  | Spacewatch        |
| 498706 -            | 2008 TF60                | 3 settembre 2008  | Spacewatch        |
| 498707 -            | 2008 TF63                | 26 settembre 2008 | Spacewatch        |
| 498708 -            | 2008 TG77                | 3 settembre 2008  | Spacewatch        |
| 498709 -            | 2008 TE80                | 2 ottobre 2008    | Spacewatch        |
| 498710 -            | 2008 TW83                | 25 settembre 2008 | Spacewatch        |
| 498711 -            | 2008 TS84                | 7 settembre 2008  | Mt. Lemmon Survey |
| 498712 -            | 2008 TE88                | 21 settembre 2008 | Spacewatch        |
| 498713 -            | 2008 TN90                | 3 ottobre 2008    | Spacewatch        |
| 498714 -            | 2008 TW92                | 3 settembre 2008  | Spacewatch        |
| 498715 -            | 2008 TJ104               | 26 settembre 2008 | Spacewatch        |
| 498716 -            | 2008 TM104               | 6 ottobre 2008    | Spacewatch        |
| 498717 -            | 2008 TO104               | 30 gennaio 2006   | Spacewatch        |
| 498718 -            | 2008 TP105               | 9 settembre 2008  | Mt. Lemmon Survey |
| 498719 -            | 2008 TZ107               | 6 ottobre 2008    | Mt. Lemmon Survey |
| 498720 -            | 2008 TM108               | 6 ottobre 2008    | Mt. Lemmon Survey |
| 498721 -            | 2008 TB109               | 23 settembre 2008 | Mt. Lemmon Survey |
| 498722 -            | 2008 TW112               | 23 settembre 2008 | CSS               |
| 498723 -            | 2008 TN113               | 6 ottobre 2008    | Spacewatch        |
| 498724 -            | 2008 TQ114               | 27 settembre 2008 | Mt. Lemmon Survey |
| 498725 -            | 2008 TG115               | 6 ottobre 2008    | CSS               |
| 498726 -            | 2008 TA116               | 6 ottobre 2008    | CSS               |
| 498727 -            | 2008 TF119               | 5 settembre 2008  | Spacewatch        |
| 498728 -            | 2008 TA120               | 7 ottobre 2008    | Spacewatch        |
| 498729 -            | 2008 TE125               | 23 settembre 2008 | Spacewatch        |
| 498730 -            | 2008 TY126               | 8 ottobre 2008    | Mt. Lemmon Survey |
| 498731 -            | 2008 TF127               | 23 settembre 2008 | Spacewatch        |
| 498732 -            | 2008 TL135               | 8 ottobre 2008    | Spacewatch        |
| 498733 -            | 2008 TU136               | 1º ottobre 2008   | Spacewatch        |
| 498734 -            | 2008 TA139               | 8 ottobre 2008    | Mt. Lemmon Survey |
| 498735 -            | 2008 TB140               | 23 settembre 2008 | Spacewatch        |
| 498736 -            | 2008 TB148               | 29 settembre 2008 | CSS               |
| 498737 -            | 2008 TZ148               | 9 ottobre 2008    | Mt. Lemmon Survey |
| 498738 -            | 2008 TS151               | 3 settembre 2008  | Spacewatch        |
| 498739 -            | 2008 TN152               | 29 settembre 2008 | CSS               |
| 498740 -            | 2008 TK160               | 1º ottobre 2008   | Mt. Lemmon Survey |
| 498741 -            | 2008 TL160               | 1º ottobre 2008   | Spacewatch        |
| 498742 -            | 2008 TP160               | 2 ottobre 2008    | Spacewatch        |
| 498743 -            | 2008 TW160               | 2 ottobre 2008    | Spacewatch        |
| 498744 -            | 2008 TY160               | 5 ottobre 2008    | OAM               |
| 498745 -            | 2008 TU163               | 1º ottobre 2008   | Spacewatch        |
| 498746 -            | 2008 TH166               | 6 ottobre 2008    | Mt. Lemmon Survey |
| 498747 -            | 2008 TH169               | 7 ottobre 2008    | Spacewatch        |
| 498748 -            | 2008 TK178               | 1º ottobre 2008   | CSS               |
| 498749 -            | 2008 TT181               | 1º ottobre 2008   | Spacewatch        |
| 498750 -            | 2008 UP2                 | 22 ottobre 2008   | Tucker, R. A.     |
| 498751 -            | 2008 UF6                 | 21 ottobre 2008   | Mt. Lemmon Survey |
| 498752 -            | 2008 UP6                 | 22 ottobre 2008   | Mt. Lemmon Survey |
| 498753 -            | 2008 UJ8                 | 2 settembre 2008  | Spacewatch        |
| 498754 -            | 2008 UM10                | 4 settembre 2008  | Spacewatch        |
| 498755 -            | 2008 UU10                | 4 settembre 2008  | Spacewatch        |
| 498756 -            | 2008 UX10                | 5 settembre 2008  | Spacewatch        |
| 498757 -            | 2008 UZ11                | 4 settembre 2008  | Spacewatch        |
| 498758 -            | 2008 UX12                | 17 ottobre 2008   | Spacewatch        |
| 498759 -            | 2008 UA14                | 17 ottobre 2008   | Spacewatch        |
| 498760 -            | 2008 UQ23                | 20 ottobre 2008   | Spacewatch        |
| 498761 -            | 2008 UH33                | 20 ottobre 2008   | Spacewatch        |
| 498762 -            | 2008 UG34                | 6 ottobre 2008    | Mt. Lemmon Survey |
| 498763 -            | 2008 UM37                | 20 ottobre 2008   | Spacewatch        |
| 498764 -            | 2008 UJ40                | 20 ottobre 2008   | Spacewatch        |
| 498765 -            | 2008 UZ51                | 20 ottobre 2008   | Mt. Lemmon Survey |
| 498766 -            | 2008 UA54                | 20 ottobre 2008   | Spacewatch        |
| 498767 -            | 2008 UW59                | 21 ottobre 2008   | Spacewatch        |
| 498768 -            | 2008 UY68                | 24 settembre 2008 | Mt. Lemmon Survey |
| 498769 -            | 2008 UT80                | 8 ottobre 2008    | Spacewatch        |
| 498770 -            | 2008 UE82                | 7 ottobre 2008    | Mt. Lemmon Survey |
| 498771 -            | 2008 UE84                | 23 ottobre 2008   | Spacewatch        |
| 498772 -            | 2008 UG85                | 24 settembre 2008 | Spacewatch        |
| 498773 -            | 2008 UV92                | 28 maggio 2003    | Spacewatch        |
| 498774 -            | 2008 UR93                | 24 ottobre 2008   | CSS               |
| 498775 -            | 2008 UM108               | 21 ottobre 2008   | Mt. Lemmon Survey |
| 498776 -            | 2008 UC115               | 22 ottobre 2008   | Spacewatch        |
| 498777 -            | 2008 UZ129               | 23 ottobre 2008   | Spacewatch        |
| 498778 -            | 2008 UA135               | 1º ottobre 2008   | Mt. Lemmon Survey |
| 498779 -            | 2008 UG140               | 23 ottobre 2008   | Spacewatch        |
| 498780 -            | 2008 UR141               | 23 ottobre 2008   | Spacewatch        |
| 498781 -            | 2008 UH143               | 23 ottobre 2008   | Spacewatch        |
| 498782 -            | 2008 UJ146               | 6 ottobre 2008    | Spacewatch        |
| 498783 -            | 2008 UT148               | 24 settembre 2008 | Mt. Lemmon Survey |
| 498784 -            | 2008 UG152               | 7 ottobre 2008    | Spacewatch        |
| 498785 -            | 2008 UF158               | 27 settembre 2008 | Mt. Lemmon Survey |
| 498786 -            | 2008 UC164               | 10 ottobre 2008   | Mt. Lemmon Survey |
| 498787 -            | 2008 UJ168               | 24 ottobre 2008   | Spacewatch        |
| 498788 -            | 2008 UP169               | 24 ottobre 2008   | Spacewatch        |
| 498789 -            | 2008 UC171               | 24 ottobre 2008   | Spacewatch        |
| 498790 -            | 2008 UK173               | 24 ottobre 2008   | Spacewatch        |
| 498791 -            | 2008 UM181               | 24 ottobre 2008   | Mt. Lemmon Survey |
| 498792 -            | 2008 UV183               | 24 ottobre 2008   | Mt. Lemmon Survey |
| 498793 -            | 2008 UG204               | 10 ottobre 2008   | CSS               |
| 498794 -            | 2008 UK206               | 6 ottobre 2008    | Mt. Lemmon Survey |
| 498795 -            | 2008 UX210               | 23 ottobre 2008   | Spacewatch        |
| 498796 -            | 2008 UY210               | 1º ottobre 2008   | Mt. Lemmon Survey |
| 498797 Linshiawshin | 2008 UB212               | 23 ottobre 2008   | LUSS              |
| 498798 -            | 2008 UA224               | 25 ottobre 2008   | Spacewatch        |
| 498799 -            | 2008 UC254               | 2 ottobre 2008    | Mt. Lemmon Survey |
| 498800 -            | 2008 UV260               | 6 ottobre 2008    | Mt. Lemmon Survey |

## 498801-498900
| Nome     | Designazione provvisoria | Data di scoperta  | Scopritore        |
| -------- | ------------------------ | ----------------- | ----------------- |
| 498801 - | 2008 UY260               | 6 ottobre 2008    | Mt. Lemmon Survey |
| 498802 - | 2008 UU266               | 28 settembre 2008 | Mt. Lemmon Survey |
| 498803 - | 2008 UP268               | 28 ottobre 2008   | Spacewatch        |
| 498804 - | 2008 UN279               | 20 ottobre 2008   | Spacewatch        |
| 498805 - | 2008 UE285               | 25 settembre 2008 | Spacewatch        |
| 498806 - | 2008 UQ285               | 28 ottobre 2008   | Mt. Lemmon Survey |
| 498807 - | 2008 UM288               | 28 ottobre 2008   | Mt. Lemmon Survey |
| 498808 - | 2008 UC307               | 22 ottobre 2008   | Spacewatch        |
| 498809 - | 2008 UW311               | 8 ottobre 2008    | Mt. Lemmon Survey |
| 498810 - | 2008 US323               | 31 ottobre 2008   | CSS               |
| 498811 - | 2008 UZ325               | 24 ottobre 2008   | CSS               |
| 498812 - | 2008 UV327               | 30 ottobre 2008   | Mt. Lemmon Survey |
| 498813 - | 2008 UK329               | 2 ottobre 2008    | Spacewatch        |
| 498814 - | 2008 UT342               | 30 ottobre 2008   | Spacewatch        |
| 498815 - | 2008 UY344               | 31 ottobre 2008   | Spacewatch        |
| 498816 - | 2008 UL347               | 21 ottobre 2008   | Spacewatch        |
| 498817 - | 2008 UQ349               | 28 ottobre 2008   | Spacewatch        |
| 498818 - | 2008 UD350               | 30 ottobre 2008   | Mt. Lemmon Survey |
| 498819 - | 2008 UW357               | 25 ottobre 2008   | Spacewatch        |
| 498820 - | 2008 UO362               | 6 ottobre 2008    | CSS               |
| 498821 - | 2008 UQ364               | 28 ottobre 2008   | CSS               |
| 498822 - | 2008 VO                  | 1º novembre 2008  | LINEAR            |
| 498823 - | 2008 VM7                 | 7 ottobre 2008    | Spacewatch        |
| 498824 - | 2008 VD19                | 21 giugno 2007    | Mt. Lemmon Survey |
| 498825 - | 2008 VP23                | 1º novembre 2008  | Spacewatch        |
| 498826 - | 2008 VO24                | 24 ottobre 2008   | Spacewatch        |
| 498827 - | 2008 VC39                | 2 novembre 2008   | Spacewatch        |
| 498828 - | 2008 VN48                | 26 ottobre 2008   | Spacewatch        |
| 498829 - | 2008 VZ78                | 8 novembre 2008   | Mt. Lemmon Survey |
| 498830 - | 2008 WU1                 | 18 novembre 2008  | LINEAR            |
| 498831 - | 2008 WY3                 | 29 settembre 2008 | Spacewatch        |
| 498832 - | 2008 WQ17                | 8 ottobre 2008    | Spacewatch        |
| 498833 - | 2008 WR21                | 29 settembre 2008 | Spacewatch        |
| 498834 - | 2008 WZ22                | 23 ottobre 2008   | Spacewatch        |
| 498835 - | 2008 WW30                | 19 novembre 2008  | Mt. Lemmon Survey |
| 498836 - | 2008 WZ35                | 28 ottobre 2008   | Spacewatch        |
| 498837 - | 2008 WF36                | 28 ottobre 2008   | Spacewatch        |
| 498838 - | 2008 WL39                | 20 dicembre 2004  | Mt. Lemmon Survey |
| 498839 - | 2008 WS52                | 1º novembre 2008  | Spacewatch        |
| 498840 - | 2008 WU59                | 18 novembre 2008  | LINEAR            |
| 498841 - | 2008 WK75                | 25 ottobre 2008   | Mt. Lemmon Survey |
| 498842 - | 2008 WA76                | 20 novembre 2008  | Spacewatch        |
| 498843 - | 2008 WM76                | 20 novembre 2008  | Spacewatch        |
| 498844 - | 2008 WP98                | 22 novembre 2008  | OAM               |
| 498845 - | 2008 WT99                | 6 ottobre 2008    | Mt. Lemmon Survey |
| 498846 - | 2008 WY99                | 8 novembre 2008   | Mt. Lemmon Survey |
| 498847 - | 2008 WT105               | 22 novembre 2008  | Spacewatch        |
| 498848 - | 2008 WH129               | 19 novembre 2008  | Mt. Lemmon Survey |
| 498849 - | 2008 WT139               | 22 novembre 2008  | LINEAR            |
| 498850 - | 2008 XM13                | 3 dicembre 2008   | Spacewatch        |
| 498851 - | 2008 XK21                | 1º dicembre 2008  | Spacewatch        |
| 498852 - | 2008 XZ32                | 2 dicembre 2008   | Spacewatch        |
| 498853 - | 2008 XW33                | 19 novembre 2008  | Spacewatch        |
| 498854 - | 2008 XH50                | 3 dicembre 2008   | Mt. Lemmon Survey |
| 498855 - | 2008 XU54                | 4 dicembre 2008   | Mt. Lemmon Survey |
| 498856 - | 2008 YX4                 | 21 dicembre 2008  | Sárneczky, K.     |
| 498857 - | 2008 YD21                | 21 dicembre 2008  | Mt. Lemmon Survey |
| 498858 - | 2008 YX35                | 22 dicembre 2008  | Spacewatch        |
| 498859 - | 2008 YW42                | 19 novembre 2008  | Mt. Lemmon Survey |
| 498860 - | 2008 YO43                | 29 dicembre 2008  | Spacewatch        |
| 498861 - | 2008 YL44                | 5 dicembre 2008   | Mt. Lemmon Survey |
| 498862 - | 2008 YB50                | 21 dicembre 2008  | Spacewatch        |
| 498863 - | 2008 YF52                | 29 dicembre 2008  | Mt. Lemmon Survey |
| 498864 - | 2008 YJ54                | 29 dicembre 2008  | Mt. Lemmon Survey |
| 498865 - | 2008 YJ56                | 30 dicembre 2008  | Spacewatch        |
| 498866 - | 2008 YB60                | 7 ottobre 2008    | Mt. Lemmon Survey |
| 498867 - | 2008 YA81                | 24 novembre 2008  | Mt. Lemmon Survey |
| 498868 - | 2008 YD82                | 31 dicembre 2008  | Spacewatch        |
| 498869 - | 2008 YK86                | 20 novembre 2008  | Mt. Lemmon Survey |
| 498870 - | 2008 YW90                | 4 dicembre 2008   | Mt. Lemmon Survey |
| 498871 - | 2008 YG92                | 2 novembre 2008   | Mt. Lemmon Survey |
| 498872 - | 2008 YZ93                | 29 dicembre 2008  | Spacewatch        |
| 498873 - | 2008 YM96                | 21 dicembre 2008  | Mt. Lemmon Survey |
| 498874 - | 2008 YZ98                | 7 dicembre 2008   | Mt. Lemmon Survey |
| 498875 - | 2008 YZ99                | 29 dicembre 2008  | Spacewatch        |
| 498876 - | 2008 YD100               | 21 dicembre 2008  | Spacewatch        |
| 498877 - | 2008 YD102               | 29 dicembre 2008  | Spacewatch        |
| 498878 - | 2008 YS102               | 29 dicembre 2008  | Spacewatch        |
| 498879 - | 2008 YL107               | 21 dicembre 2008  | Mt. Lemmon Survey |
| 498880 - | 2008 YP108               | 29 dicembre 2008  | Spacewatch        |
| 498881 - | 2008 YD110               | 2 dicembre 2008   | Mt. Lemmon Survey |
| 498882 - | 2008 YR114               | 8 novembre 2008   | Mt. Lemmon Survey |
| 498883 - | 2008 YK118               | 22 dicembre 2008  | Spacewatch        |
| 498884 - | 2008 YC120               | 22 dicembre 2008  | Spacewatch        |
| 498885 - | 2008 YW122               | 30 dicembre 2008  | Spacewatch        |
| 498886 - | 2008 YA124               | 4 dicembre 2008   | Mt. Lemmon Survey |
| 498887 - | 2008 YX126               | 30 dicembre 2008  | Spacewatch        |
| 498888 - | 2008 YW132               | 31 dicembre 2008  | Spacewatch        |
| 498889 - | 2008 YL133               | 29 dicembre 2008  | Mt. Lemmon Survey |
| 498890 - | 2008 YS137               | 30 dicembre 2008  | Mt. Lemmon Survey |
| 498891 - | 2008 YQ143               | 30 dicembre 2008  | Spacewatch        |
| 498892 - | 2008 YB144               | 22 dicembre 2008  | Mt. Lemmon Survey |
| 498893 - | 2008 YG148               | 31 dicembre 2008  | Spacewatch        |
| 498894 - | 2008 YN150               | 22 dicembre 2008  | Spacewatch        |
| 498895 - | 2008 YG151               | 22 dicembre 2008  | Spacewatch        |
| 498896 - | 2008 YX154               | 22 dicembre 2008  | Mt. Lemmon Survey |
| 498797 - | 2008 YY158               | 30 dicembre 2008  | Mt. Lemmon Survey |
| 498898 - | 2008 YB171               | 19 dicembre 2008  | LINEAR            |
| 498899 - | 2008 YX172               | 30 dicembre 2008  | Mt. Lemmon Survey |
| 498900 - | 2009 AC                  | 22 dicembre 2008  | Spacewatch        |

## 498901-499000
| Nome     | Designazione provvisoria | Data di scoperta | Scopritore        |
| -------- | ------------------------ | ---------------- | ----------------- |
| 498901 - | 2009 AU1                 | 15 agosto 2007   | LINEAR            |
| 498902 - | 2009 AT6                 | 1º gennaio 2009  | Spacewatch        |
| 498903 - | 2009 AN9                 | 5 dicembre 2008  | Mt. Lemmon Survey |
| 498904 - | 2009 AU11                | 2 gennaio 2009   | Mt. Lemmon Survey |
| 498905 - | 2009 AS12                | 2 gennaio 2009   | Mt. Lemmon Survey |
| 498906 - | 2009 AE20                | 22 dicembre 2008 | Spacewatch        |
| 498907 - | 2009 AA21                | 2 gennaio 2009   | Mt. Lemmon Survey |
| 498908 - | 2009 AW23                | 30 dicembre 2008 | Mt. Lemmon Survey |
| 498909 - | 2009 AV25                | 2 gennaio 2009   | Spacewatch        |
| 498910 - | 2009 AS30                | 15 gennaio 2009  | Spacewatch        |
| 498911 - | 2009 AQ33                | 29 dicembre 2008 | Mt. Lemmon Survey |
| 498912 - | 2009 AK34                | 6 dicembre 2008  | Spacewatch        |
| 498913 - | 2009 AH36                | 15 gennaio 2009  | Spacewatch        |
| 498914 - | 2009 AS39                | 15 gennaio 2009  | Spacewatch        |
| 498915 - | 2009 AB43                | 3 gennaio 2009   | Mt. Lemmon Survey |
| 498916 - | 2009 AW46                | 1º gennaio 2009  | Mt. Lemmon Survey |
| 498917 - | 2009 AX48                | 7 gennaio 2009   | Spacewatch        |
| 498918 - | 2009 BF                  | 16 gennaio 2009  | Mt. Lemmon Survey |
| 498919 - | 2009 BZ9                 | 24 novembre 2008 | Mt. Lemmon Survey |
| 498920 - | 2009 BO14                | 1º dicembre 2008 | Mt. Lemmon Survey |
| 498921 - | 2009 BN15                | 21 dicembre 2008 | Spacewatch        |
| 498922 - | 2009 BR18                | 16 gennaio 2009  | Spacewatch        |
| 498923 - | 2009 BT19                | 22 dicembre 2008 | Spacewatch        |
| 498924 - | 2009 BV22                | 1º gennaio 2009  | Mt. Lemmon Survey |
| 498925 - | 2009 BT23                | 22 dicembre 2008 | Spacewatch        |
| 498926 - | 2009 BW27                | 22 dicembre 2008 | Spacewatch        |
| 498927 - | 2009 BD30                | 16 gennaio 2009  | Spacewatch        |
| 498928 - | 2009 BP32                | 8 ottobre 2007   | CSS               |
| 498929 - | 2009 BB33                | 2 gennaio 2009   | Mt. Lemmon Survey |
| 498930 - | 2009 BY35                | 1º gennaio 2009  | Mt. Lemmon Survey |
| 498931 - | 2009 BE37                | 16 gennaio 2009  | Spacewatch        |
| 498932 - | 2009 BF37                | 1º gennaio 2009  | Mt. Lemmon Survey |
| 498933 - | 2009 BQ37                | 16 gennaio 2009  | Spacewatch        |
| 498934 - | 2009 BJ38                | 16 gennaio 2009  | Spacewatch        |
| 498935 - | 2009 BL38                | 16 gennaio 2009  | Spacewatch        |
| 498936 - | 2009 BH39                | 30 dicembre 2008 | Mt. Lemmon Survey |
| 498937 - | 2009 BV43                | 16 gennaio 2009  | Spacewatch        |
| 498938 - | 2009 BS44                | 7 dicembre 2008  | Mt. Lemmon Survey |
| 498939 - | 2009 BZ47                | 2 gennaio 2009   | Mt. Lemmon Survey |
| 498940 - | 2009 BC48                | 21 dicembre 2008 | Spacewatch        |
| 498941 - | 2009 BK50                | 22 dicembre 2008 | Mt. Lemmon Survey |
| 498942 - | 2009 BY51                | 22 dicembre 2008 | Spacewatch        |
| 498943 - | 2009 BN52                | 16 gennaio 2009  | Spacewatch        |
| 498944 - | 2009 BU53                | 1º gennaio 2009  | Mt. Lemmon Survey |
| 498945 - | 2009 BY58                | 2 novembre 2008  | Mt. Lemmon Survey |
| 498946 - | 2009 BJ61                | 18 gennaio 2009  | Spacewatch        |
| 498947 - | 2009 BU61                | 18 gennaio 2009  | Mt. Lemmon Survey |
| 498948 - | 2009 BF62                | 18 gennaio 2009  | Spacewatch        |
| 498949 - | 2009 BD70                | 25 gennaio 2009  | CSS               |
| 498950 - | 2009 BQ71                | 22 gennaio 2009  | Kugel, F.         |
| 498951 - | 2009 BC77                | 21 dicembre 2008 | Spacewatch        |
| 498952 - | 2009 BG84                | 2 gennaio 2009   | Mt. Lemmon Survey |
| 498953 - | 2009 BK85                | 25 gennaio 2009  | Spacewatch        |
| 498954 - | 2009 BG87                | 25 gennaio 2009  | Spacewatch        |
| 498955 - | 2009 BR87                | 15 gennaio 2009  | Spacewatch        |
| 498956 - | 2009 BT87                | 15 gennaio 2009  | Spacewatch        |
| 498957 - | 2009 BK89                | 30 dicembre 2008 | Mt. Lemmon Survey |
| 498958 - | 2009 BM90                | 25 gennaio 2009  | Spacewatch        |
| 498959 - | 2009 BN94                | 1º gennaio 2009  | Mt. Lemmon Survey |
| 498960 - | 2009 BQ94                | 25 gennaio 2009  | Spacewatch        |
| 498961 - | 2009 BM100               | 15 gennaio 2009  | Spacewatch        |
| 498962 - | 2009 BM104               | 20 gennaio 2009  | Spacewatch        |
| 498963 - | 2009 BL107               | 29 gennaio 2009  | Spacewatch        |
| 498964 - | 2009 BZ110               | 20 gennaio 2009  | Spacewatch        |
| 498965 - | 2009 BH115               | 24 novembre 2008 | Mt. Lemmon Survey |
| 498966 - | 2009 BY116               | 9 ottobre 2007   | Mt. Lemmon Survey |
| 498967 - | 2009 BK122               | 20 gennaio 2009  | Spacewatch        |
| 498968 - | 2009 BE127               | 29 gennaio 2009  | Spacewatch        |
| 498969 - | 2009 BG129               | 30 gennaio 2009  | Mt. Lemmon Survey |
| 498970 - | 2009 BP133               | 22 dicembre 2008 | Spacewatch        |
| 498971 - | 2009 BW133               | 2 gennaio 2009   | Mt. Lemmon Survey |
| 498972 - | 2009 BE134               | 29 gennaio 2009  | Spacewatch        |
| 498973 - | 2009 BK137               | 29 gennaio 2009  | Spacewatch        |
| 498974 - | 2009 BW139               | 19 agosto 2006   | Spacewatch        |
| 498975 - | 2009 BM140               | 3 gennaio 2009   | Mt. Lemmon Survey |
| 498976 - | 2009 BX143               | 16 gennaio 2009  | Spacewatch        |
| 498977 - | 2009 BG144               | 30 gennaio 2009  | Spacewatch        |
| 498978 - | 2009 BX144               | 16 gennaio 2009  | Spacewatch        |
| 498979 - | 2009 BL146               | 30 gennaio 2009  | Mt. Lemmon Survey |
| 498980 - | 2009 BB149               | 20 gennaio 2009  | Spacewatch        |
| 498981 - | 2009 BE154               | 2 gennaio 2009   | Mt. Lemmon Survey |
| 498982 - | 2009 BH154               | 29 dicembre 2008 | Mt. Lemmon Survey |
| 498983 - | 2009 BJ157               | 31 gennaio 2009  | Spacewatch        |
| 498984 - | 2009 BQ159               | 31 gennaio 2009  | Spacewatch        |
| 498985 - | 2009 BE164               | 31 gennaio 2009  | Spacewatch        |
| 498986 - | 2009 BZ166               | 25 gennaio 2009  | Spacewatch        |
| 498987 - | 2009 BA167               | 20 gennaio 2009  | Spacewatch        |
| 498988 - | 2009 BD170               | 16 gennaio 2009  | Spacewatch        |
| 498989 - | 2009 BD171               | 17 gennaio 2009  | Mt. Lemmon Survey |
| 498990 - | 2009 BC172               | 18 gennaio 2009  | Spacewatch        |
| 498991 - | 2009 BH174               | 25 gennaio 2009  | CSS               |
| 498992 - | 2009 BT174               | 25 gennaio 2009  | Spacewatch        |
| 498993 - | 2009 BZ175               | 31 gennaio 2009  | Mt. Lemmon Survey |
| 498994 - | 2009 BV176               | 16 gennaio 2009  | Spacewatch        |
| 498995 - | 2009 BF177               | 28 gennaio 2009  | CSS               |
| 498996 - | 2009 BK177               | 29 gennaio 2009  | Mt. Lemmon Survey |
| 498997 - | 2009 BR180               | 30 gennaio 2009  | Spacewatch        |
| 498998 - | 2009 BT183               | 18 gennaio 2009  | CSS               |
| 498999 - | 2009 CG8                 | 21 dicembre 2008 | Spacewatch        |
| 499000 - | 2009 CF15                | 30 dicembre 2008 | Mt. Lemmon Survey |